# Klokanomyš spinifexová
Klokanomyš spinifexová (Notomys alexis) žije v západní až střední Austrálii. Své druhové pojmenování (spinifexová) dostala podle trsovité, bodlinaté trávy Spinifex, ve které žije. Má světle až tmavě hnědý hřbet a bílé bříško. Tělo dorůstá délky 9–18 cm a ocas 12,5–23 cm. Hmotnost je v rozmezí 20–50 g. Veškerou vlhkost potřebnou k životu získává z listů, semen a bobulí. Nikdy nepotřebuje pít. Má jednu z nejkoncentrovanějších močí u hlodavců. Je velmi družná, a proto tento druh žije ve skupinkách okolo deseti členů obojího pohlaví. Jsou však potravou většiny středně velkých predátorů v jejich oblasti. Unikají tak, že skáčou rychle v různých směrech.

## Domácí chov
Někdy je klokanomyš chována jako domácí zvíře. Je také rozsáhle používána v laboratořích v Austrálii.